# De Sjonnies
De Sjonnies – holenderski zespół muzyczny utworzy w 1991 roku.

## Dyskografia

### Albumy studyjne
| Rok  | Dane dot. albumu                                                                              | Najwyższe pozycje na listach |
| Rok  | Dane dot. albumu                                                                              | NLD                          |
| ---- | --------------------------------------------------------------------------------------------- | ---------------------------- |
| 1995 | Verse vis en lingerie - Wydany: 1995 - Wytwórnia: CNR Music - Format: CD, digital download    | 15                           |
| 1997 | Broodje bal - Wydany: 1997 - Wytwórnia: Pink Records - Format: CD                             | 26                           |
| 2002 | Krenten uit de pap - Wydany: 2002 - Wytwórnia: Pink Records, Captain Rob Records - Format: CD | 96                           |
| 2004 | Anti–Roos - Wydany: 2004 - Wytwórnia: Pink Records - Format: CD                               | –                            |
| 2010 | Hollands Glorie - Wydany: 3 września 2010 - Wytwórnia: Tabtoo - Format: CD, digital download  | –                            |

### Albumy koncertowe
| Rok  | Dane dot. albumu                                                                                                   |
| ---- | --- |
| 2007 | (Tieteloos) - Live vanuit het Koninklijk residentie theater - Wydany: 2007 - Wytwórnia: Bizarre Music - Format: CD |